# Phoeniculidae
Phoeniculidae Bonaparte, 1831 è una famiglia di uccelli dell'ordine Bucerotiformes.

## Tassonomia
Comprende i seguenti generi e specie:
- Genere Phoeniculus Jarocki, 1821
  - Phoeniculus castaneiceps (Sharpe, 1871) - upupa boschereccia di foresta
  - Phoeniculus bollei (Hartlaub, 1858) - upupa boschereccia testabianca
  - Phoeniculus purpureus (Miller, JF, 1784) - upupa boschereccia verde
  - Phoeniculus somaliensis (Ogilvie-Grant, 1901) - upupa boschereccia becconero
  - Phoeniculus damarensis (Ogilvie-Grant, 1901) - upupa boschereccia viola
  - Phoeniculus granti (Neumann, 1903)

- Genere Rhinopomastus Jardine, 1828
  - Rhinopomastus aterrimus (Stephens, 1826) - becco a scimitarra nero
  - Rhinopomastus cyanomelas (Vieillot, 1819) - becco a scimitarra comune
  - Rhinopomastus minor (Rüppell, 1845) - becco a scimitarra d'Abissinia